# Yeoncheon-gun
Yeoncheon es un condado en la provincia de Gyeonggi, Corea del Sur. La sede está en Yeoncheon-eup (연천읍) y se encuentra en la línea de ferrocarril que conecta Korail Seúl, Corea del Sur, con Corea del Norte.
| Ciudad          | Hanja  | Población | Casas | Código Postal |
| Yeoncheon-eup   | 漣川邑 | 6,707     | 3,100 | 486-708       |
| Jeongok-eup     | 全谷邑 | 20,872    | 8,522 | 486-903       |
| Gunnam-myeon    | 郡南面 | 3,549     | 1,704 | 486-822       |
| Cheongsan-myeon | 靑山面 | 4,606     | 2,333 | 486-852       |
| Baekhang-myeon  | 百鶴面 | 2,857     | 1,263 | 486-881       |
| Misan-myeon     | 嵋山面 | 1,755     | 845   | 486-860       |
| Wangjing-myeon  | 旺澄面 | 1,155     | 579   | 486-870       |
| Sinseo-myeon    | 新西面 | 3,268     | 1,707 | 486-833       |
| Jung-myeon      | 中面   | 261       | 145   | 486-810       |
| Jangnam-myeon   | 長南面 | 678       | 307   | 486-890       |